# Claude-Adrien Nonnotte
Compléments
Dans ses polémiques Nonnotte fut un des grands adversaires de Voltaire
Claude-Adrien Nonnotte, né à Besançon (France) le 8 juin 1711 et décédé dans la même ville le 3 septembre 1793, est un prêtre jésuite français, prédicateur, polémiste et écrivain.

## Biographie
Le 7 septembre 1730, le jeune Claude-Adrien entre dans la Compagnie de Jésus et fait son noviciat à Avignon (Vaucluse). À la fin de sa formation spirituelle et théologique il est ordonné prêtre, sans doute en 1742. Durant sa carrière, il enseigne dans plusieurs collèges et se fait un nom comme prédicateur (entre autres à Amiens, Versailles et Turin). Le père Nonnotte devient supérieur de la résidence jésuite de Paray-le-Monial en 1755 lorsque les Jésuites sont bannis de France (1762). Les communautés jésuites étant dissoutes, il retourne à Besançon, sa ville natale, où il consacre le reste de sa vie à la défense de l’Église contre les philosophes contemporains.

## Polémique avec Voltaire
Le père Nonnotte est surtout connu pour ses écrits polémiques contre les idées voltairiennes. Quand Voltaire commence à faire paraître son Essai sur les mœurs (1754), que les autorités catholiques considèrent comme une attaque contre le christianisme, le père Nonnotte édite anonymement son Examen critique ou Réfutation du livre des mœurs. Lorsque Voltaire a fini sa publication (1758), Nonnotte met à jour son livre et le fit rééditer à Avignon (en 2 volumes, 1762) sous le titre Les erreurs de Voltaire. Il s'efforce de réfuter toutes les erreurs en histoire et en doctrine qu'il relève dans le travail de Voltaire. Ce livre a un grand succès: il en est à sa sixième édition en 1774 et est traduit en italien, allemand, polonais et portugais. Voltaire y réplique dans ses Éclaircissements historiques. Immédiatement, Nonnotte publie sa Réponse aux Éclaircissements historiques et aux additions de Voltaire (Paris 1774). Ces publications valent à leur auteur un bref élogieux du pape Clément XIII (1768), et les encouragements de saint Alphonse de Liguori, qui assure qu'il avait toujours sous la main ces « œuvres d'or où les vérités essentielles de la foi étaient défendues avec érudition et pertinence contre les objections de Voltaire et de ses amis ».
S'installant à Besançon après la suppression de la Compagnie de Jésus, il se donne entièrement à sa tâche d'écrivain et controversiste. En 1779, il ajoute un troisième volume aux Erreurs de Voltaire sous le titre L'esprit de Voltaire dans ses écrits, pour lequel il n'arriva pas à obtenir l'approbation du censeur de Paris.
Contre le Dictionnaire  philosophique, dans lequel Voltaire a rassemblé, avec un talent de vulgarisateur, toutes ses attaques contre le christianisme, Nonnotte publie le Dictionnaire philosophique de la religion (Avignon, 1772) et répond à toutes les objections contre la religion. Cet ouvrage est traduit en italien et allemand.
La polémique continue pendant vingt ans jusqu’à la mort de Voltaire, en 1778. L’érudition de Nonnotte est généralement exacte, mais les auteurs modernes remarquent que le jésuite a souvent un malin plaisir à prendre Voltaire en défaut, ce qui ne manque pas d’irriter le philosophe des Lumières. La polémique est souvent acerbe.

## Autres écrits
Vers la fin de sa vie, Nonnotte publie également Les philosophes des trois premiers siècles (Paris, 1789) et oppose les philosophes antiques et les philosophes modernes. Outre Voltaire, les libres-penseurs les plus importants de son époque n'échappent pas non plus à son attention. Ce livre a plusieurs éditions et est traduit en allemand.
Nonnotte est également l'auteur de L'emploi de l'argent (Avignon, 1787), traduit par Maffei et Le gouvernement des  paroisses (livre posthume, publié à Paris en 1802). En 1781, il est élu membre de l'Académie des Lettres de Besançon. Tous ses ouvrages sont publiés sous le titre Œuvres de Nonnotte (Besançon, 1819).

## Décès
Le père Nonnotte meurt le 3 septembre 1793, à Besançon, à l'âge de 82 ans.

## Sources
- Cet article est partiellement ou en totalité issu d’une traduction de l'article de la Catholic Encyclopedia en anglais intitulé « « Claude-Adrien Nonnotte »